# Харогејт (Тенеси)
Харогејт (енгл. Harrogate) град је у америчкој савезној држави Тенеси.

## Демографија
По попису из 2010. године број становника је 4.389, што је 1.524 (53,2%) становника више него 2000. године.
| Група             | 2000.         | 2010.         |
| Белци             | 2.705 (94,4%) | 4.112 (93,7%) |
| Афроамериканци    | 27 (0,9%)     | 93 (2,1%)     |
| Азијати           | 27 (0,9%)     | 86 (2,0%)     |
| Хиспаноамериканци | 15 (0,5%)     | 31 (0,7%)     |
| Укупно            | 2.865         | 4.389         |